# Твистер (приманка)
Тви́стер — искусственная рыболовная приманка. В отличие от виброхвоста, он обычно не похож на рыбку.
Изготавливается из мягкого пластика, силикона или других полимерных материалов. Размер варьируется от 1 см до 30 см (последние используются в морской рыбалке).
Твистеры используются в качестве приманки (насадки) для ловли хищной рыбы. В рыбалке спиннингом твистер обычно насаживают на офсетный крючок или джиг-головку. В случае использования твистера с офсетным крючком приманка обладает повышенной «проходимостью» и используется при ловле в сильно закоряженных или заросших водной растительностью местах.
Помимо твистера со спирально закрученной хвостовой частью существует ещё виброхвосты, приманки в виде рыбки.
Твистер изобретён в 70-х годах XX века. Массовое производство наладила американская фирма Mister Twister, выпускающая одноимённые приманки по сей день. Другими известными производителями являются компании Lucky John, Mann’s, YUM, Action Plastics, Relax.